# Carex baronii
Espèce
Classification phylogénétique
Carex baronii est une espèce de plantes du genre Carex et de la famille des Cyperaceae.